# Zanclea polymorpha
Zanclea polymorpha är en nässeldjursart som beskrevs av Peter Schuchert 1996. Zanclea polymorpha ingår i släktet Zanclea och familjen Zancleidae. Inga underarter finns listade i Catalogue of Life.